# Pigmalion (król Cypru)
Pigmalion (czasem także Pygmalion, gr. Πυγμαλίων) – w mitologii greckiej król Cypru, który ożenił się z ożywionym przez Afrodytę posągiem kobiety z kości słoniowej – Galateą.
Według Owidiusza zniechęcony kondycją kobiet, szczególnie oszalałych nierządnic projtydzkich, żył samotnie. Był zapalonym rzeźbiarzem i wyrzeźbił w kości słoniowej swój ideał kobiety. Rzeźba była wykonana perfekcyjnie, a odróżnić ją od prawdziwej kobiety można było tylko przez dotyk. Pigmalion obdarowywał ją kwiatami i prezentami, przebierał także w wytworne suknie. Za sprawą Afrodyty, która usłuchała modłów króla podczas wiosennych obchodów jej święta, rzeźba ożyła podczas jego pieszczot. Pigmalion ożenił się z kobietą i mieli razem dziecko. Jedno źródło podaje córkę, Pafos, a inne syna.
Grecka wersja mitu, znana z Biblioteki (przypisywanego Apollodorowi zbioru streszczeń mitów prozą), opisuje Pigmaliona jako zakochanego w Afrodycie króla Cypru, który chciał się ożenić z boginią. Afrodyta odmówiła, lecz, litując się nad zakochanym, ożywiła jeden ze swych posągów. Z tego związku miał się narodzić syn Pafos i córka Metarme.